# Jopen Malle Babbe

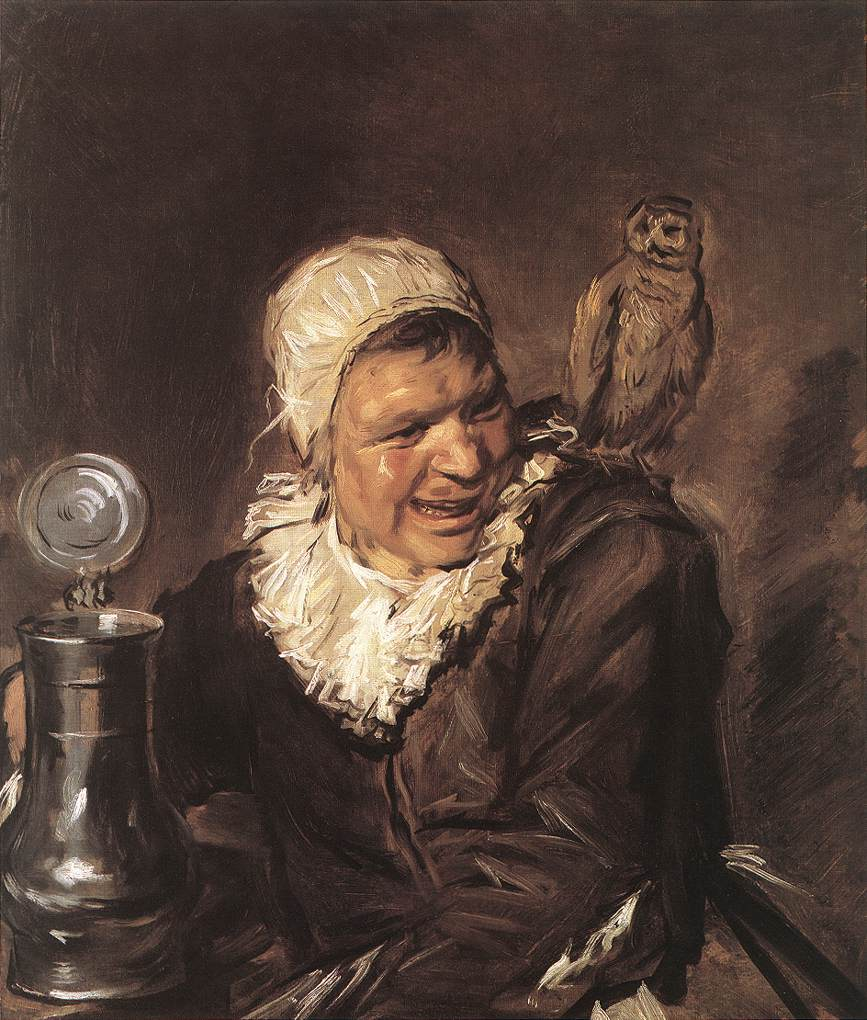
Het logo is gebaseerd op de gelijknamige schilderij van Frans Hals

Jopen Malle Babbe is een Nederlands bier van hoge gisting.
Het bier wordt gebrouwen in Brouwerij Jopenkerk te Haarlem. 
Het is een donkerblond bier, type Dunkelweizen met een alcoholpercentage van 5,5%. Het bier is vernoemd naar Malle Babbe, een eenvoudige vrouw geschilderd door Frans Hals. Dat schilderij staat afgebeeld op het etiket. De term Malle Babbe werd nog bekender door het lied, gezongen door Rob de Nijs.